# Pamur
Pamur es una ciudad censal situada en el distrito de Prakasam en el estado de Andhra Pradesh (India). Su población es de 20000 habitantes (2011). Se encuentra a 243 km de Vijayawada y a 91 km de Ongole. 

## Demografía
Según el censo de 2011 la población de Pamur era de 20000 habitantes, de los cuales 10340 eran hombres y 9360 eran mujeres. Pamur tiene una tasa media de alfabetización del 75,31%, superior a la media estatal del 67,02%: la alfabetización masculina es del 84,01%, y la alfabetización femenina del 66,08%.